# سرشماری عمومی نفوس و مسکن (۱۳۵۵)
سرشماری عمومی نفوس و مسکن ۱۳۵۵ سومین سرشماری عمومی نفوس و مسکن ایران در زمان پهلوی دوم از تاریخ ۸ تا ۲۸ آبان ماه ۱۳۵۵ در سراسر کشور با کمک بالغ بر ۳۰هزار نفر از مسئولان و مأموران سرشماری با روش دوژور انجام پذیرفت. با سرشماری عمومی نفوس و مسکن سال ۱۳۵۵ اطلاعات جامعی را از نفوس و خانوارهای کشور برحسب سن، جنس، محل تولد، مهاجرت، سواد، تحصیلات، وضع فعالیت، اشتغال، معلولیت، صنایع خانگی خانوار، نوع، نحوه تصرف و مصالح به کار رفته در واحد مسکونی، چگونگی دسترسی خانوارها به آب لوله‌کشی جمع‌آوری گردید به علاوه چارچوب کاملی از فعالیت‌های کارگاهی نیز تهیه شد همچنین از طریق پرسش نامه آدرس، اطلاعاتی از قبیل نوع آبادی، نوع راه آبادی، وضع طبیعی آبادی تسهیلات موجود در آبادی نیز جمع‌آوری شد.
در این سرشماری جمعیت ایران ۳۳٫۷۰۸٫۷۴۴ نفر اعلام شد.